# Hartford WCT 1982
L'Hartford WCT 1982  è stato un torneo di tennis giocato sul sintetico indoor. È stata la 1ª edizione dell'Hartford WCT,che fa parte del World Championship Tennis 1982. Si è giocato a Hartford negli Stati Uniti, dal 14 al 19 dicembre 1982.

## Campioni

### Singolare
Ivan Lendl ha battuto in finale  Bill Scanlon con il punteggio di 6–2 6–4 7–5

### Doppio
Robert Lutz /  Dick Stockton hanno battuto in finale  Mike Cahill /  Tracy Delatte con il punteggio di 3–6, 6–2, 6–3